# 四大毒蛇
四大毒蛇（よんだいどくじゃ）とは、インド及びその周辺地域に於いて、もっとも恐れられている4種の毒蛇を挙げたものである。
インドでは2010年代においても、四大毒蛇を中心とした蛇の咬傷による死者数が年間5万人にのぼり、その大半はインドコブラの咬傷となっている。
インドでヘビによる咬傷を包括的に分析した2020年の研究によると、インドにおけるヘビ咬傷の43％はラッセルクサリヘビによるもので、次いでアマガサヘビ（18%）、コブラ（12%）、ヒプナレマムシ（4%）、カーペットバイパー（1.7%）、ミズヘビ（0.3%）となっている。残り（21%）は種が不明であった。

## 種類
詳細は各項目を参照。
- インドアマガサ
- インドコブラ
- カーペットバイパー
- ラッセルクサリヘビ

## 基準
インドには危険な毒蛇が多いが、上の4種は毒が強く、人家近くや農地など人との関わりが深い地域に生息するため、咬まれる被害が多いという特徴がある。彼らが捕食するネズミなどは人間の居住地域で繁殖しやすい。彼らは夜行性であり、多くの被害者は夜間に裸足で歩いて彼らを誤って踏みつけてしまい咬まれるに至る。
アマガサヘビやカーペットバイパーは近縁種が多く生息するため、それらも一緒に含まれていることが多い。
なお、同じインド周辺に生息し毒が強いキングコブラは、四大毒蛇には含まれない。相対的に小さい種である四大毒蛇と比べてキングコブラは遥かに多くの毒を注入するが、キングコブラは比較的臆病な性質を持ち、ジャングルの奥に住むため人間との接触が少ない。またキングコブラが捕食するのは他の蛇などの爬虫類だけで、ネズミは飼育環境下など特殊な状況でない限り基本的に捕食しない。
インドでは四大毒蛇のために作られた血清が開発されている。これは広く用いられており、四大毒蛇のどれに咬まれてもこの血清で治療が可能である。